# Karl von Waldow (Versicherungsmanager)
Karl Heinrich Joseph Hubert von Waldow (* 24. Februar 1828 in Köln; † 2. Dezember 1896 in Fulda) war ein deutscher Versicherungsmanager.

## Leben
Karl von Waldow wurde als Sohn des preußischen Generalmajors Karl Wilhelm von Waldow und der Antoinette Arnoldine Hubertine geb. Freiin von Blankart geboren. Er studierte an der Rheinischen Friedrich-Wilhelms-Universität Bonn Rechtswissenschaften. 1846 wurde er Mitglied des Corps Borussia Bonn. Nach dem Studium schlug er zunächst die Laufbahn im Staatsdienst ein. Schon nach kurzer Zeit wechselte er als Regierungsassessor a. D. zu der 1853 in Erfurt gegründeten Thuringia Versicherungsgesellschaft, deren Direktor und Vorstand er wurde.
Er heiratete die Kölnerin Marie Anna Wieners (* 30. Juni 1833; † 26. Juni 1867). Das Paar hatte mehrere Kinder:
- Karl Heinrich Hubert Maria (* 10. Oktober 1859; † 31. Dezember 1925), Hauptmann ⚭ 25. April 1893 Freiin Maria von Dalwigk zu Lichtenfels (* 27. August 1871; † 10. Oktober 1932)
- Antonniette Anna Maria Theresie Hubertine (* 31. Juli 1864; † 24. Juni 1943) ⚭ 7. Juli 1892 Alfred von und zu der Tann (* 30. Oktober 1865; † 22. Januar 1923), Oberstleutnant
- Paula Maria Hubertine Julie  (* 5. Dezember 1865; † 24. Juni 1943) ⚭ 22. September 1888 Eberhard von Groote (* 17. Dezember 1859; † 19. Juli 1928), Hauptmann
- Johannes Karl August Wilhelm (* 20. Juni 1867; † 1. Februar 1930)

⚭ 1. Oktober 1913  Anna Tomaszkiewcz (* 24. Februar 1884; † 16. Oktober 1918)
⚭ 24. Dezember 1918 Wanda Tomaszkiewcz (* 1. März 1874)